# Holiday (album de Jennifer Paige)
Pour les articles homonymes, voir Holiday.
Albums de Jennifer Paige
Best Kept Secret
(2008) Starflower
(2017)
Holiday est le premier album de Noël de Jennifer Paige sorti en 11 novembre 2012.
L'opus est constitué de chants traditionnels tels que O Come, O Comme Emmanuel, What Child Is This ou encore Jingle Bells. Le titre Silent Night, en duo avec Coury Palermo, interprété par le groupe Paige&Palermo est sorti en single en 2010 et inclus dans le disque. L'opus est disponible soit en format physique limité, soit en téléchargement légal sur le site jenniferpaige.com.

## Liste des chansons
1. Happy, Happy Holidays To You – 2:38
2. O Come, O Come Emmanuel (en duo avec Chance Scoggings) – 4:18
3. Coventry Carol – 2:39
4. Deck The Halls- 2:30
5. Jingle Bells- 2:23
6. Miss You Most At Christmas Time- 3:34
7. Silent Night (en duo avec Coury Palermo)- 3:18
8. What Child Is This- 3:47
9. Merry Christmas To You (Falalala) - 3:24
10. We Wish You A Merry Christmas - 2:01